# Пацапай, Яков Федотович
Яков Федотович Пацапай (1860—1914) — полковник Терского казачьего войска, герой Первой мировой войны.

## Биография
Происходил из терских казаков, родился 9 октября 1860 года. Образование получил во Владикавказских межевых классах и 24 сентября 1879 года поступил в Военно-топографическое училище в Санкт-Петербурге.
Выпущен из училища 7 августа 1882 года подпоручиком в Корпус военных топографов. 12 октября 1883 года перешёл на службу в казачьи войска и был переименован в сотники. Служил в 1-м Хоперском полку Кубанского казачьего войска. 13 октября 1888 года произведён в подъесаулы, 1 июня 1904 года — в есаулы. В течение пяти лет командовал в полку сотней. 26 февраля 1907 года получил чин войскового старшины.
25 сентября 1910 года Пацапай был назначен командующим кадром 2-го Таманского полка Кубанского казачьего войска и 6 декабря 1910 года произведён в полковники. С 17 июня 1912 года командовал кадром 2-го Линейного полка Кубанского казачьего войска.
11 января 1913 года получил в командование 1-й Волгский полк Терского казачьего войска, во главе которого встретил начало Первой мировой войны. Высочайшим приказом от 24 апреля 1915 года полковник Пацапай был награждён орденом св. Георгия 4-й степени (посмертно)
За то, что 11 декабря 1914 года лично повёл в атаку в конном строю 3 сотни, истребил и взял в плен около батальона неприятельской пехоты с пулемётами, причём сам был убит в цепи противника.
Среди прочих наград Пацапай имел ордена св. Станислава 3-й степени (1907 год) и св. Анны 3-й степени (1911 год).
Его брат Василий в чине войскового старшины служил в 1-м Кавказском полку Кубанского казачьего войска.